# Prediger (Schwäbisch Gmünd)

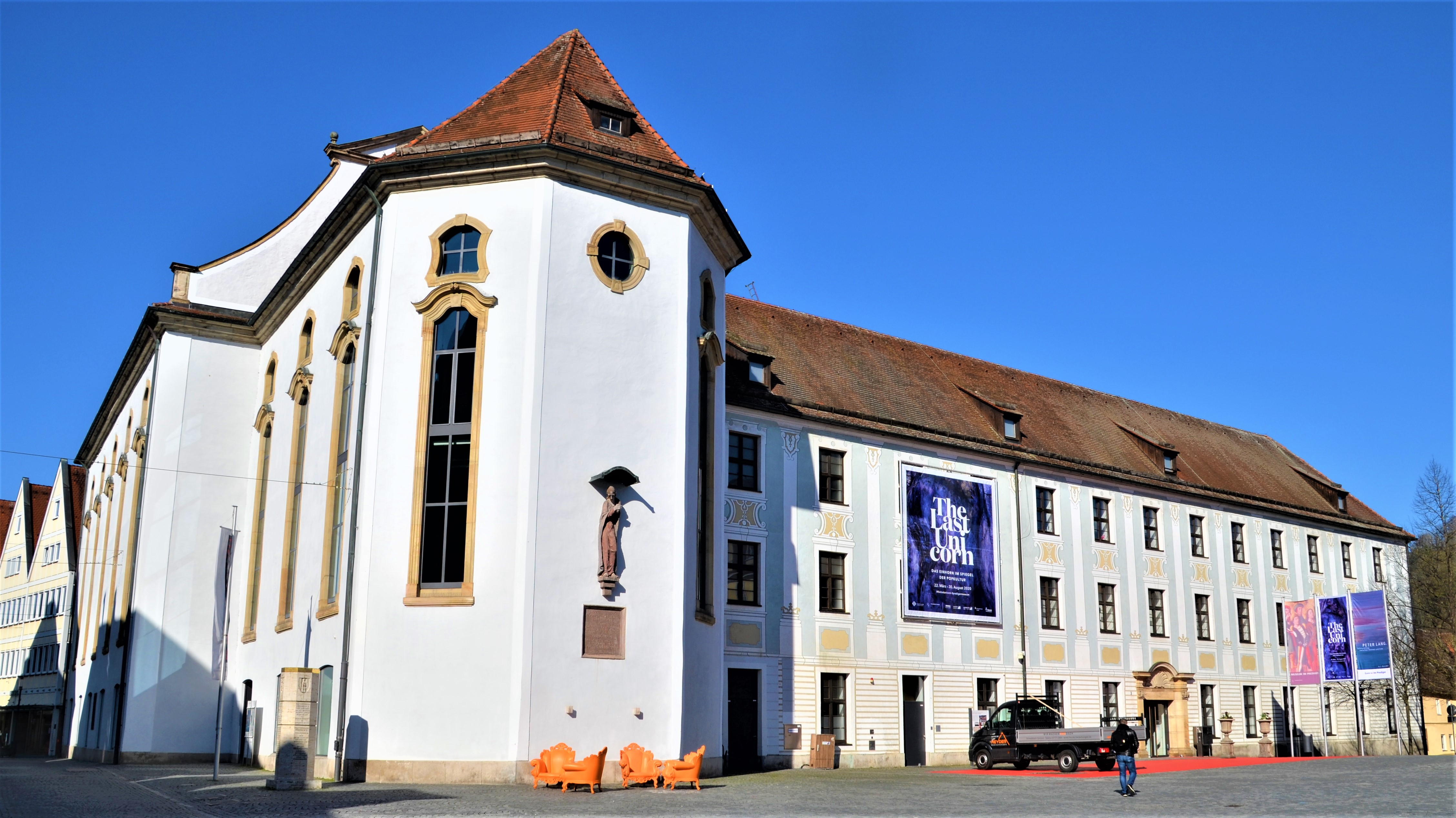
Prediger

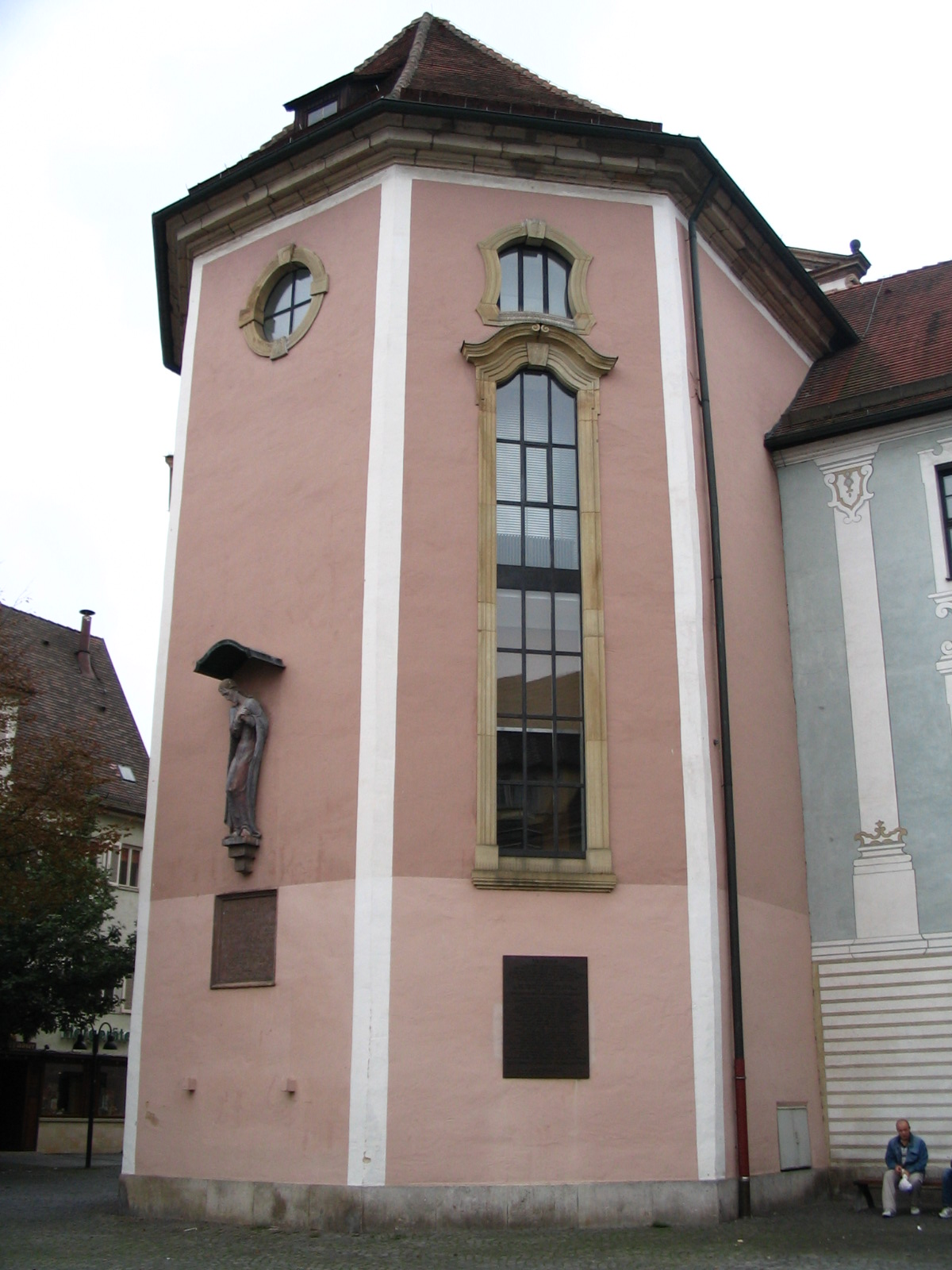
Chor der ehemaligen Predigerkirche mit Kriegerdenkmal und Denkmal für die Gmünder Opfer des Nationalsozialismus

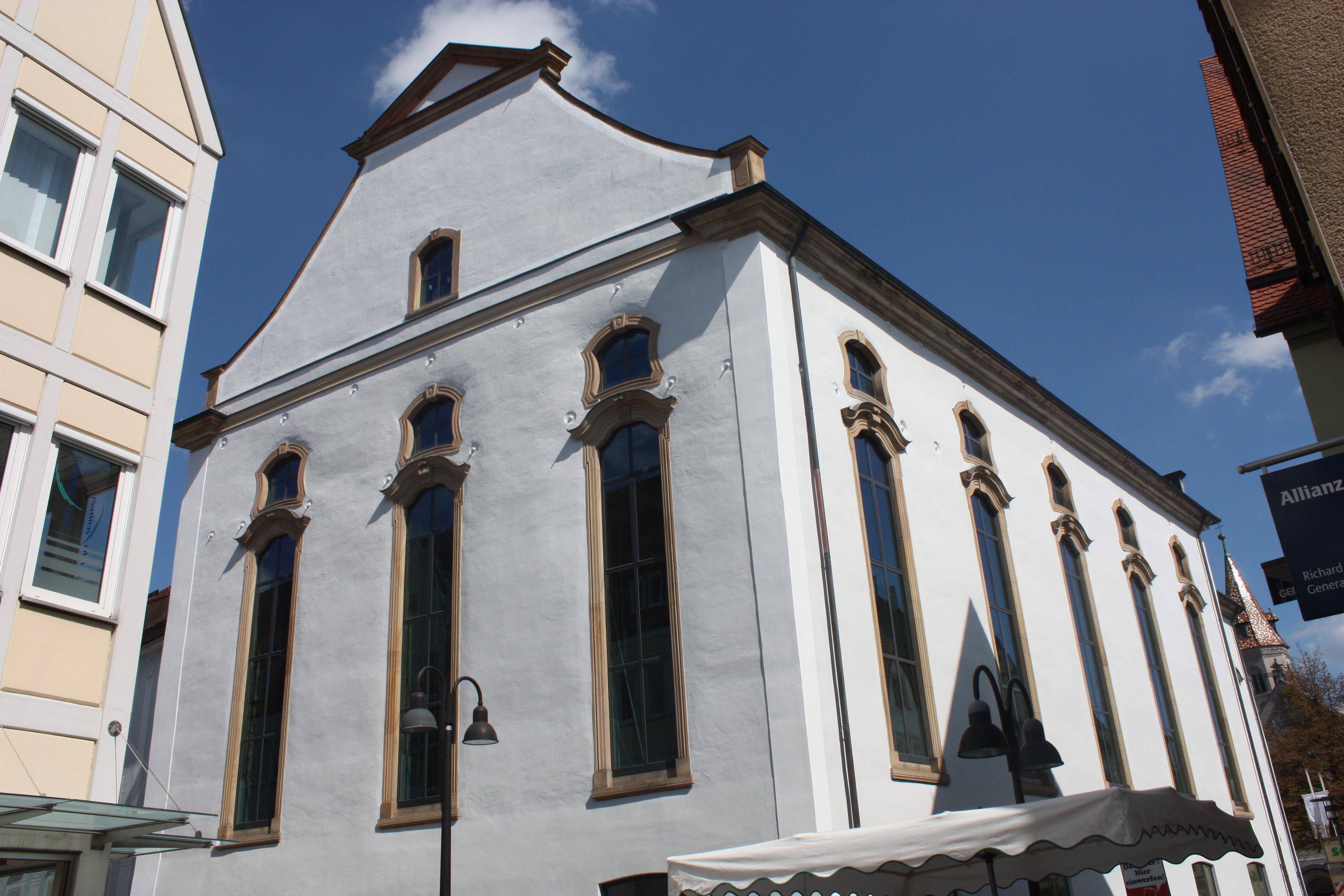
West- und Südfassade der ehemaligen Klosterkirche nach der Sanierung 2011

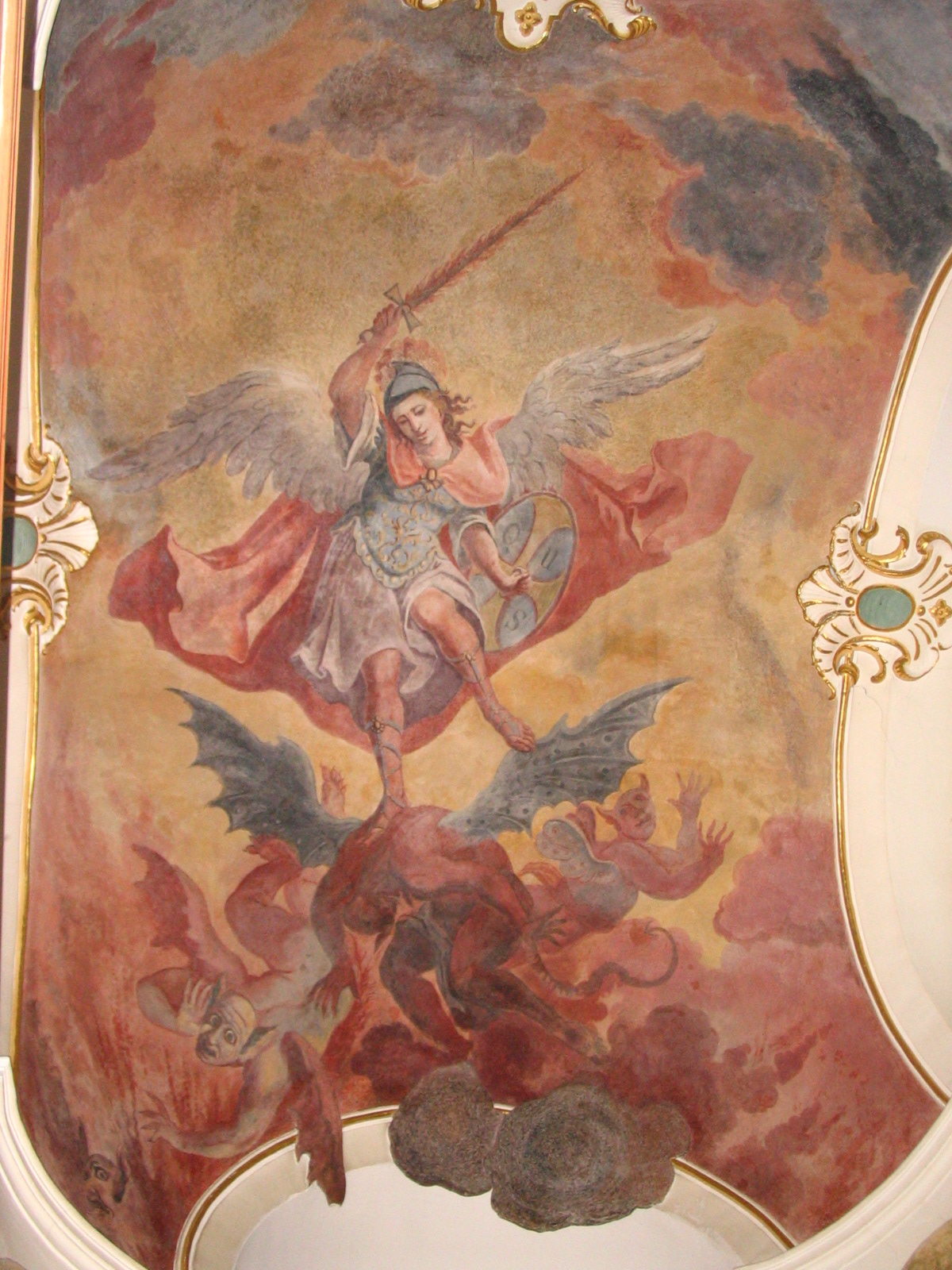
Fresko im Treppenhaus

Als der Prediger wird das ehemalige Dominikanerkloster (Kloster der Predigermönche) von Schwäbisch Gmünd bezeichnet, das heute als Kulturzentrum unter anderem mit dem Museum im Prediger und der Galerie im Prediger genutzt wird. Er liegt zentral in der Stadtmitte, am Johannisplatz, gegenüber der romanischen Johanniskirche.

## Geschichte und Baugeschichte
1294 wurde der Gmünder Konvent in den Ordensverband aufgenommen. Die Niederlassung erfolgte wohl im selben Jahr von Esslingen aus. Eine mündlich überlieferte Sage besagt, dass das Kloster in einer Jagdherberge gegründet wurde, die von einer adeligen Dame als Reueakt gestiftet worden sei, wodurch aus einem Ort der Sünde eine Herberge Gottes wurde. Deshalb wurde die Kirche der Büßerin und Kirchenpatronin Maria Magdalena geweiht. Historiker gehen davon aus, dass die Gründung in einem Herrenhof der Rechberger, als Nachfolger der Staufer im Gmünder Raum oder in einem Herrenhof der Stadtgemeinde als Nachfolger der Staufischen Stadtherren erfolgte.
Mitte des 14. Jahrhunderts erfolgte ein gotischer Kirchenneubau, der um 1356 vollendet war, da zu dieser Zeit die ersten Messen in der Kirche gelesen wurden. Mehrere Angehörige der Herren von Rechberg liegen in der Klosterkirche begraben.
Mitte des 18. Jahrhunderts kommt es zum Neubau des Klosters. Die Planung und anfänglich auch den Bau übernimmt Dominikus Zimmermann. Die Grundsteinlegung war am 2. Juli 1724. Die Barockisierung der Klosterkirche wurde 1762 unter dem Baumeister Johann Michael Keller der Jüngere begonnen und 1764 vollendet. Es war zu dieser Zeit nach dem Gmünder Münster der zweitgrößte Kirchenbau in der Reichsstadt.
1802 wurden bei dem Übergang der Reichsstadt an Württemberg das Kloster aufgehoben, am 29. Dezember mussten die Mönche das Kloster verlassen und in den Gmünder Franziskaner ziehen, in dem die Mitglieder der ehemaligen Klostergemeinschaften vorübergehend wohnen durften. Wohl als Geste der Demütigung wandelte der neue Herr das Kloster in eine Kaserne um, die prachtvolle Klosterkirche wurde zunächst Holz-Magazin, später Pferdestall. Dabei kam es auch zu diversen Abbrucharbeiten, denen unter anderem auch das Glockentürmchen zum Opfer fiel, da es für die Kaserne "entbehrlich" sei. Die Glocken wurden zu Gunsten der Kriegskasse verkauft. In den folgenden Jahren wird die Inneneinrichtung der Kirche zum Zwecke des weiteren Umbaus zerstört.
Auch das barocke Deckengemälde von Johann Anwander in der Klosterkirche (1763/64) wurde während des 19. Jahrhunderts komplett zerstört. Eine Entwurfszeichnung befindet sich in der Staatlichen Graphischen Sammlung München. Zwei Reliefs der Kirche, sollen in die örtliche St. Josefskapelle überführt worden sein.
1919 wurde die „Alte Kaserne“ von der Stadt übernommen. Damals wurden 30 Notwohnungen eingebaut. 1938 kam es zur Einrichtung von NS-Dienststellen und Kulturräumen. Direkt nach dem Krieg wurden diese Dienststellen abermals in dann 200 Notwohnungen umgewandelt. Von 1947 bis 1965 wurde um die Nutzung des Gebäudes gerungen. 1960 dachte man daran, den Prediger zugunsten eines Kaufhauses abzureißen. Eine Bürgerinitiative, die der Idee Walter Kleins folgte, konnte jedoch durchsetzen, dass 1965 der Umbau beschlossen wurde. Am 23. März 1973 wurde der Prediger als Kulturzentrum eingeweiht, wobei bei der Sanierung gravierende Eingriffe in die Reste der erhaltenen Bausubstanz aus Mittelalter und Barock vorgenommen wurden.
In den Jahren 2010 bis 2012 wird das Kulturzentrum Prediger für zirka neun Millionen Euro innen und außen aufwändig saniert und umgebaut. Dabei soll auch das ursprüngliche Aussehen des Klosterkomplexes soweit möglich wiederhergestellt werden.
An der Außenfassade des Gebäudes sind zwei Gedenktafeln angebracht: Die von Jakob Wilhelm Fehrle gestaltete Madonna an der Chorspitze erinnert an die mehr als 3000 im Ersten Weltkrieg Gefallenen Offiziere und Soldaten des hier zwischen 1897 und 1919 stationierten Infanterieregiments. Eine zweite Tafel, die ursprünglich im Mai 1995 ebenfalls an der Chorspitze angebracht worden war und im Zuge der Gebäudesanierung an die Südseite des Chores versetzt wurde, erinnert an die namentlich genannten Opfer des Nationalsozialismus in Schwäbisch Gmünd.

## Heutige Nutzung
Seit 1973 ist im Prediger das Städtische Museum im Prediger und seit 1994 die Galerie im Prediger untergebracht, die regelmäßig Wechselausstellungen präsentiert. Neben dem überdachten Innenhof stehen für Veranstaltungen ein großer und kleiner Saal im Bereich der ehemaligen Klosterkirche sowie der barocke Raum des Refektoriums mit Stuck aus dem 18. Jahrhundert zur Verfügung.
Sowohl die Gmünder Volkshochschule (bis 2006) als auch die Stadtbücherei (heute im Gmünder Spital) waren ab 1973 im Prediger untergebracht.

## Museum und Galerie im Prediger

### Museum im Prediger

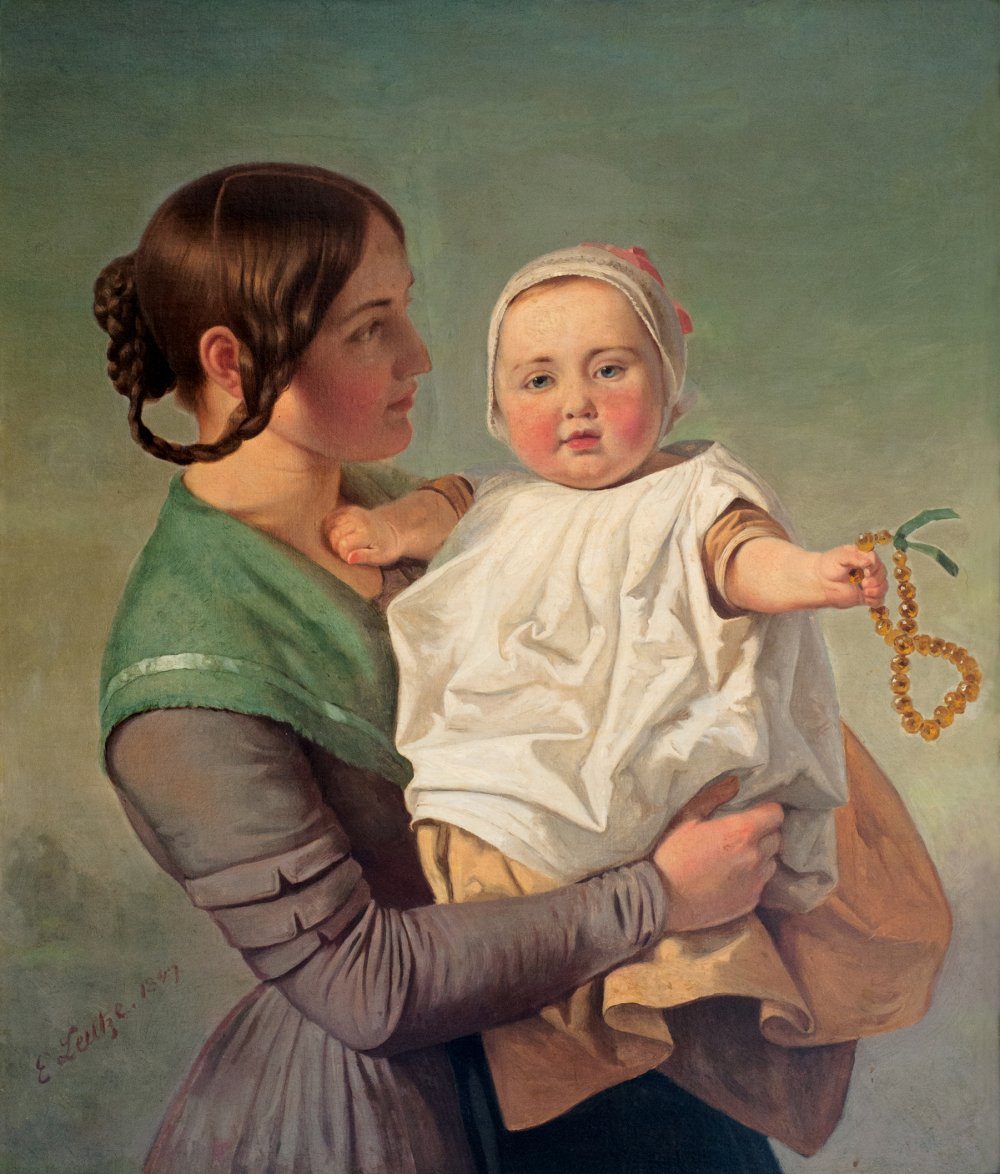
Emanuel Leutze: Die Bernsteinkette, 1847

Die Geschichte des städtischen Museums geht in das Jahr 1876 zurück, es zählt daher zu den ältesten Museen Baden-Württembergs. Das zunächst aus einer Bürgerinitiative als Verein gegründete Museum besitzt eine der bedeutendsten Sammlungsgeschichten Baden-Württembergs. Ein großer Schritt im frühen Stadium war die Schenkung der Erhardschen Sammlung, die Sammlung des Fabrikanten Julius Erhard, im Jahr 1890, die die Sammlung des Museums um über 1000 Objekte erweiterte. Noch heute existiert der Gmünder Museumsverein als Freundes- und Förderkreis. Die Sammlung beträgt zirka 13.000 Werke allein im Bereich Kunst, Schmuck und Kunstgewerbe und gehört damit auch zu einem der größten Museen im Land. In der Sammlung finden sich unter anderem Werke von Albrecht Dürer und Georg Strobel sowie Hans Baldung Grien und Emanuel Leutze, zwei Söhnen der Stadt.
Zunächst als Vorbildersammlung, dann als Gewerbemuseum entstanden, liegt neben der Bildenden und Objektkunst ein besonderer Schwerpunkt auch auf den Erzeugnissen der örtlichen Gold- und Silberschmiede, die in Schwäbisch Gmünd einen wichtigen Handels- und Produktionszweig bildeten. In diese Abteilung zählen auch die Kirchenschätze der untergegangenen Klöster, neben dem Prediger-, das Augustiner-, Franziskaner-, Kapuziner-, Dominikanerinnen- und Franziskanerinnenkloster sowie der untergegangenen Spitalkirche und in Besonderem große Teile des umfangreichsten Kirchenschatz Baden-Württembergs, dem Münsterschatz des Gmünder Münsters. Neben dem liturgischen Gerät werden auch Figuren und ein Tafelbild von 1419 Schweißtuch der Veronika im Museum ausgestellt. Seit 2013 befinden sich in der Schatzkammer des Musums Kopien der Reichskleinodien.
Durch die Lage der Stadt am Limes und die umfangreichen Ausgrabungsarbeiten kann das Museum auch eine Sammlung an Werken aus der römischen Zeit aufweisen. Die Sammlung des Museums wird durch Erbschaften, Schenkungen und vor allem Ankäufe regelmäßig ergänzt und erweitert.

### Galerie im Prediger
Die 1994 eröffnete Galerie befindet sich im Erdgeschoss der ehemaligen Klosterkirche. Der Ausstellungsraum greift in seiner modernen Gestaltung dennoch die dreischiffige Anlage der Klosterkirche auf, wobei durch große Fenster viel Tageslicht den Raum beherrscht. Die Galerie gibt jährlich zirka fünf Ausstellungen, wobei das Ausstellungskonzept im weitesten Sinne den Themen Natur und Landschaft verbunden ist.

### Ausstellungen (Auswahl)
- 1991: Josef Überall. Holzobjekte im I-Punkt
- 1999: Daniel Wagenblast. Weltenfahrer, Fahrerwelten
- 1999: Günther Uecker. Regen-Garten
- 1999/2000: Das Einhorn. Mythos und Signet (Ausstellung mit dem Gmünder Wappentier im Mittelpunkt)[6]
- 2003: Menashe Kadishman. Eretz Moledet
- 2003/2004: Franz Beer. Metamorphosen.
- 2004: Erwin Wortelkamp. Im Gegenüber – Skulpturen und Papierarbeiten
- 2004/2005: LIVING KHAMSA. Die Hand zum Glück (erste Ausstellung zu diesem Themenkomplex in Deutschland)
- 2005: Passionen – Neue Arbeiten von Thomas Raschke
- 2005: Mädchen und Frauen – Der Bildhauer Jakob Wilhelm Fehrle[7]
- 2006: David Nash. Fencing wood (Ausstellung im Prediger und in der Johanniskirche)
- 2007: Schlüsselwerke/Sammlerstücke. Walter Giers zum 70. Geburtstag
- 2009: Kunst aus einhundert Jahren 1909–2009. Highlights der Daimler Kunst Sammlung
- 2009/2010: Géricault – Delacroix – Daumier. Französische Lithographien und Zeichnungen aus Privatbesitz
- 2010: Eckhart Dietz. Neue Arbeiten
- 2011: Quadratisch Praktisch. Kunst. Die Sammlung Marli Hoppe-Ritter zu Gast in Schwäbisch Gmünd
- 2011: Daniel Bräg. Obstlandschaften
- 2012/2013: Friedrich Hechelmann. Meister des Lichts
- 2013: Franz Bernhard. Form ist alles
- 2016: Emanuel Leutze. In Deutschland blühen meine Rosen nicht
- 2018: Durchleuchtet. Glaskunst aus der Sammlung
- 2019: Otto Eberle. Maler, Grafiker und Lehrer
- 2019: Dieter Nuhr. Bilder aus anderen Welten – Unikat Fotografien auf Textil
- 2019: Feine Früchtchen. Obst in illustrierten Pflanzenbüchern und moderner Kunst
- 2019/2020: Monika Baumhauer. Landschaft, Figur, Stillleben
- 2020/2021: The Last Unicorn. Das Einhorn im Spiegel der Popkultur[8]
- 2019/2020: Hans Baldung Grien. Glaube, Wahn und Phantasie – Holzschnitte aus der Sammlung
- 2021/2022: Mit offenen Sinnen für das Neue. Jakob Wilhelm Fehrles Pariser Jahre[9]
- 2024 Peter Jacobi. Erinnerung wird Form – Skulpturen, Reliefs, Fotografien. 26. April bis 20. Oktober 2024[10]